# Хидиров, Салман Рамидинович
Салман Рамидинович Хидиров (7 марта 2000) — российский и болгарский борец вольного стиля, мастер спорта России, чемпион Болгарии.

## Карьера
Начинал спортивную карьеру под руководством Гасана Абдулбасирова в ДЮСШ №3 в Махачкале. После чего перебрался в Москву, где тренировался у Николая Крякина и Вагифа Казиева. В мае 2017 года на Первенстве России среди юношей в Иркутске занял 5 место. В апреле 2019 года занял 5 место на Первенстве России среди юниоров во Владикавказе. В начале ноября 2019 года стал бронзовым призёром тупикового Первенства России среди юниоров в Наро-Фоминске. 27 декабря 2019 года ему было присвоено звание мастер спорта России. В апреле 2022 года в Чебоксарах на всероссийских соревнованиях среди мужчин памяти В. И. Чапаева, где он выступал под руководством тренера Константина Саликова, в финале уступил Арслану Багаеву. В январе 2023 года городе Сливен, в финале чемпионата Болгарии, взял верх над Ильей Христовым (8:4), а на предварительной стадии досрочно одолел четверых оппонентов. В сентябре 2023 года победил на  первенстве России U-23 в Наро-Фоминске, на финальный поединок против Магомеда Нурова из Ростовской области не вышел из-за травмы, став серебряным призёром.

## Спортивные результаты
- Первенство России по борьбе среди юниоров 2019 — ;
- Первенство России среди борцов до 23 лет 2023 — ;
- Чемпионат Болгарии по вольной борьбе 2023 — ;